# Al-Adil Badr ad-Dîn Salamish ben az-Zahir Baybars
Al-Adil Badr ad-Dîn Salamish ben az-Zahir Baybars est un sultan mamelouk bahrite d’Égypte en 1279 à l'âge de sept ans et pour la durée d'un seul mois. Il est mort en 1291.

## Biographie
Le 18 août 1279, le sultan As-Sa`id Nâsir ad-Dîn Baraka, fils du grand Baybars est contraint de se retirer et à quitter le Caire. Des émirs offrent le sultanat à
Qala'ûn. N'étant pas sûr de gagner tous les votes, Qala'ûn fait mine de refuser. Il suggère que la place revient à un fils de Baybars. Les émirs nomment donc le très jeune Al-Adil à ce poste avec comme tuteur Qala'ûn.
Qala'ûn profite de cette situation pour éloigner ou arrêter tous les émirs qui pourraient s'opposer à lui. Le 27 novembre 1279, il convoque une réunion de cent émirs et leur explique que seul un homme mûr peut assumer la charge de sultan ; les émirs votent pour la démission d'Al-Adil et nomment Qala'ûn sultan.